# Quebec Bulldogs
I Quebec Bulldogs furono una squadra maschile di hockey su ghiaccio ufficialmente conosciuta prima come Quebec Hockey Club, e successivamente come Quebec Athletic Club. Il loro esordio avvenne nel 1889 nella Amateur Hockey Association of Canada (AHAC), benché un altro Quebec Hockey Club avesse giocato tornei prima di questa data. La squadra continuò la sua carriera amatoriale attraverso diverse leghe, per poi entrare a far parte del circuito professionistico nel 1908, giocando le sue due ultime stagioni nella National Hockey League. Il nome Bulldog rimase inalterato fino a che la squadra si spostò ad Hamilton nell'Ontario durante la stagione NHL 1920-21, stagione nella quale la squadra prese il nome di Hamilton Tigers.

## Statistiche stagione per stagione
- 1888-1898 - Amateur Hockey Association of Canada
- 1899-1905 - Canadian Amateur Hockey League
- 1906-1909 - Eastern Canada Amateur Hockey Association
- gennaio 1910 - Canadian Hockey Association
- 1910-1917 - National Hockey Association
- 1919-1920 - National Hockey League

| Season   | PG              | V               | S               | P               | Pt              | GF              | GS              | Pos. finale     | Playoff                                                |
| -------- | --------------- | --------------- | --------------- | --------------- | --------------- | --------------- | --------------- | --------------- | ------------------------------------------------------ |
| 1888-89  | dati incompleti | dati incompleti | dati incompleti | dati incompleti | dati incompleti | dati incompleti | dati incompleti | dati incompleti | dati incompleti                                        |
| 1890     | dati incompleti | dati incompleti | dati incompleti | dati incompleti | dati incompleti | dati incompleti | dati incompleti | dati incompleti | dati incompleti                                        |
| 1891     | dati incompleti | dati incompleti | dati incompleti | dati incompleti | dati incompleti | dati incompleti | dati incompleti | dati incompleti | dati incompleti                                        |
| 1892     | dati incompleti | dati incompleti | dati incompleti | dati incompleti | dati incompleti | dati incompleti | dati incompleti | dati incompleti | dati incompleti                                        |
| 1893     | 8               | 2               | 5               | 1               | 4               | 23              | 46              | 4a AHAC         | non qualificata                                        |
| 1894     | 8               | 5               | 3               | 0               | 10              | 26              | 27              | 4a AHAC         | non qualificata                                        |
| 1895     | 8               | 0               | 8               | 0               | 0               | 18              | 27              | 5a AHAC         | non qualificata                                        |
| 1896     | 8               | 4               | 4               | 0               | 8               | 23              | 23              | 3a AHAC         | non qualificata                                        |
| 1897     | 8               | 2               | 6               | 0               | 4               | 22              | 46              | 4a AHAC         | non qualificata                                        |
| 1898     | 8               | 2               | 6               | 0               | 4               | 29              | 35              | 4a AHAC         | non qualificata                                        |
| 1899     | 8               | 0               | 8               | 0               | 0               | 12              | 31              | 5a CAHL         | non qualificata                                        |
| 1900     | 8               | 2               | 6               | 0               | 4               | 33              | 52              | 5a CAHL         | non qualificata                                        |
| 1901     | 8               | 1               | 7               | 0               | 2               | 21              | 43              | 5a CAHL         | non qualificata                                        |
| 1902     | 8               | 4               | 4               | 0               | 8               | 26              | 34              | 4a CAHL         | non qualificata                                        |
| 1903     | 7               | 3               | 4               | 0               | 6               | 30              | 46              | 4a CAHL         | non qualificata                                        |
| 1904     | 8               | 7               | 1               | 0               | 14              | 50              | 37              | 1a CAHL         | non partecipò alle finali di Stanley Cup               |
| 1905     | 10              | 8               | 2               | 0               | 16              | 78              | 45              | 2a CAHL         | non qualificata                                        |
| 1906     | 10              | 3               | 7               | 0               | 6               | 57              | 70              | 4a ECAHA        | non qualificata                                        |
| 1907     | 10              | 2               | 8               | 0               | 4               | 62              | 88              | 5a ECAHA        | non qualificata                                        |
| 1907-08  | 10              | 5               | 5               | 0               | 10              | 81              | 74              | 3a ECAHA        | non qualificata                                        |
| 1909     | 12              | 3               | 9               | 0               | 6               | 78              | 106             | 3a ECAHA        | non qualificata                                        |
| 1910     | 3               | 2               | 1               | 0               | 6               | 20              | 22              | n/a             | stagione incompleta                                    |
| 1910-11  | 16              | 4               | 12              | 0               | 8               | 65              | 97              | 5a NHA          | non qualificata                                        |
| 1911-12  | 18              | 10              | 8               | 0               | 20              | 81              | 79              | 1a NHA          | vittoria del O'Brien Trophy vittoria della Stanley Cup |
| 1912-13  | 20              | 16              | 4               | 0               | 32              | 112             | 75              | 1a NHA          | vittoria del O'Brien Trophy vittoria della Stanley Cup |
| 1913-14  | 20              | 12              | 8               | 0               | 24              | 111             | 73              | 3a NHA          | non qualificata                                        |
| 1914-15  | 20              | 11              | 9               | 0               | 22              | 85              | 85              | 3a NHA          | non qualificata                                        |
| 1915-16  | 24              | 10              | 12              | 2               | 22              | 91              | 98              | 3a NHA          | non qualificata                                        |
| 1916-171 | 10              | 2               | 8               | 0               | 4               | 43              | 80              | 6a NHA          | non qualificata                                        |
| 1916-172 | 10              | 8               | 2               | 0               | 16              | 54              | 46              | 2a NHA          | non qualificata                                        |
| 1919-201 | 12              | 2               | 10              | 0               | 4               | 44              | 81              | 4a NHL          | non qualificata                                        |
| 1919-202 | 12              | 2               | 10              | 0               | 4               | 47              | 96              | 4a NHL          | non qualificata                                        |
| Totali   | 312             | 132             | 177             | 3               | 267             | 1422            | 1662            |                 |                                                        |

## Giocatori

### Membri della Hall of Fame
- Rusty Crawford
- Thomas Dunderdale
- Joe Hall
- Joe Malone
- Paddy Moran
- Tommy Smith
- Bruce Stuart
- Hod Stuart

### Capitani
- Joe Malone (1910–17, 1919–20)

### Giocatori della Stanley Cup del 1912
- Paddy Moran
- Goldie Prodgers
- Joe Hall
- Joe Malone
- Eddie Oatman
- Jack McDonald
- Jack Marks
- Walter Rooney
- G. Leonard

### Giocatori della Stanley Cup del 1913
- Paddy Moran
- Joe Hall
- Harry Mummery
- Joe Malone
- Tommy Smith
- Jack Marks
- Russell Crawford
- Billy Creighton
- Jeff Malone
- James "Rocket" Power